# Mertensophryne usambarae
Espèce
Synonymes
- Stephopaedes usambarae Poynton & Clarke, 1999

Statut de conservation UICN

 CR  : 
En danger critique
Mertensophryne usambarae est une espèce d'amphibiens de la famille des Bufonidae.

## Répartition
Cette espèce est endémique des contreforts des monts Usambara orientaux dans le nord-est de la Tanzanie. Elle se rencontre en dessous 410 m d'altitude.

## Étymologie
Son nom d'espèce lui a été donné en référence au lieu de sa découverte, les monts Usambara.

## Publication originale
- Poynton & Clarke, 1999 : Two new species of Stephopaedes (Anura:Bufonidae) from Tanzania, with a review of the genus. African Journal of Herpetology, vol. 48, p. 1–14.